# 二条定輔
二条 定輔（にじょう さだすけ）は、平安時代末期から鎌倉時代初期にかけての公卿。坊門中納言藤原親信の長男。母は官女半物阿古丸。官位は正二位権大納言、大宰権帥。二条大納言、また二条帥入道と号す。初名は親輔（ちかすけ）。妙音院相国藤原師長の琵琶の高弟として知られる。

## 経歴
以下、『公卿補任』と『尊卑分脈』の内容に従って記述する。
承安2年（1172年）1月5日、叙爵。承安3年（1173年）11月2日、従五位上。安元3年（1177年）1月24日、右馬頭。治承3年（1179年）1月5日、正五位下。同年11月17日、停任。治承5年（1181年）3月26日、周防守。養和元年（1181年）12月4日、従四位下。寿永元年（1182年）11月23日、従四位上（院臨時御給）。寿永2年（1183年）1月27日、右少将。周防守は元の如し。元暦2年（1185年）1月20日、正四位下。同年6月10日、周防守を止める。文治3年（1187年）5月4日、修理大夫。文治6年（1190年）1月24日、内蔵頭を兼ねる。
建久2年（1191年）12月30日、従三位。内蔵頭を止め修理大夫は元の如し。建久8年（1197年）7月12日、喪に服し、9月20日に復任。建久9年（1198年））11月25日、正三位。正治元年（1199年）6月23日、左兵衛督。修理大夫は元の如し。正治2年（1200年）4月1日、参議。左兵衛督と修理大夫は元の如し。正治3年（1201年）1月29日、能登権守を兼ねる。8月19日、修理大夫を辞した。11月30日、検非違使別当。建仁2年（1202年）7月23日、権中納言。左兵衛督と検非違使別当は元の如し。建仁3年（1203年）1月5日、従二位。同月13日、督と別当を辞した。5月27日、勅授帯剣（）を許される。元久2年（1205年）7月18日、正二位。11月24日、中納言。承元3年（1209年）4月10日、権大納言。承元5年（1211年）1月18日、権大納言を辞した。
建保5年（1217年）6月29日、大宰権帥。承久3年（1221年）7月、恐懼に処せられ、閏10月9日、出仕を免ぜられる。12月10日、太宰権帥を止める。本座勅授を許される。貞応2年（1223年）2月17日、出家。嘉禄3年（1227年）7月9日、死去。

## 琵琶の師範として
『文机談』によると、定輔は藤原師長の5人の高弟の一人として挙げられている。しかも他の琵琶の名手達を差し置いて後鳥羽院、順徳院の師範として選ばれたことが特筆されている。定輔自身の琵琶の腕前が秀でていたことも事実であろうが、両親ともに今様に優れて後白河法皇の信任を受け、琵琶に関しては重代ではないものの芸能の家として知られていたこと、後鳥羽院の生母七条院が定輔と同じ一門である隆家流坊門家の出身で定輔自身もその院司であったことも師範として選ばれた理由のひとつと考えられる。また、順徳院の時代に累代の名器である「玄上」を弾いたことのある3人の内の1人として定輔の名が挙げられている。しかも定輔は「玄上」を3度弾いたと特筆されているのである。
また、後鳥羽院も琵琶を愛好してその地位を高めた人物であったことも定輔の昇進に関係したとみられている。豊永聡美は琵琶を愛好していた天皇としては二条天皇も挙げられるが、琵琶を天皇が習得すべき最も高貴な楽器となるまで高めたのは後鳥羽院であったと評価する。特に元久2年（1205年）に行われた土御門天皇の朝覲行幸（ちょうきんぎょうこう）では、上皇自らが琵琶の名器である「玄上」を弾いたのである。その後鳥羽院が琵琶を教わる御師を選ぶにあたって師長の弟子である西園寺実宗と九条兼実が候補に挙がっていたが、定輔は涙ながらに懇願したために定輔が選ばれ、特に実宗からは強く恨まれたという。後に順徳天皇の御師にも選ばれている。同様に、師長から数々の秘伝を伝授されていた藤原孝道も定輔とは不仲で、両者との不仲は『古今著聞集』・『文机談』など説話集に取り上げられている。
琵琶の秘曲伝授の面では、元久2年（1205年）、後鳥羽院に「石上流泉」、「上原流泉」、「楊真操」、「啄木」を授けた記録が残る。順徳院には建保6年（1218年）に「楊真操」を伝授し、定輔から伝授を受けた順徳院は同年8月13日に行われた「中殿和歌御会」にて「玄上」の演奏を披露されたのであった。なお、順徳院の琵琶師範を勤めた定輔はこの「中殿和歌御会」にて久我通光の次の席次を与えられ列席する栄誉に浴している。
定輔は単に琵琶の演奏に秀でていただけではなく、琵琶という楽器そのものにも詳しかったと伝わっている。しかし一方では定輔の息子達はあまり琵琶に熱心ではなかったとも伝わっている。
また、様々な音楽・芸能の相承系図の作成を行い、白拍子や相撲に関する奉行役を務めるなど、芸能面において後鳥羽院政を支える存在であった一方で、正二位権大納言にまで昇りながら、院や内裏での会議などに出席・発言した記録は少なく、政治的業績に関しては皆無に近かった。
藤原隆家流坊門一門のひとりとして後鳥羽院に近く、承久の乱最中の後鳥羽院の比叡山行幸にも甲冑を纏って尊長らとともに供奉した定輔であるが、承久の乱後に後堀河天皇が即位したときの「清暑堂御遊」にて琵琶を弾いたのは定輔である。
定輔は琵琶を巡る西園寺実宗や藤原孝道との確執や政治的業績がなく芸能の才だけで昇進を重ねた経緯から多くの公家たちの反感を買っていたらしく、定輔が亡くなった時に藤原定家は「子供の頃より讒言（ざんげん）を為（な）し、謀詐（さぼう）によって二代の天皇の琵琶の帝師になった」と酷評している。

## 系譜
- 父：藤原親信（1137-1197）
- 母：官女半物阿古丸
- 妻：不詳
  - 男子：二条家輔
  - 男子：二条師親
  - 男子：二条親定
  - 男子：二条隆輔
  - 男子：二条兼信
  - 男子：二条兼輔
  - 男子：二条博輔
  - 女子：姉小路実世室